# あ段
あ段（あだん）とは、五十音図において、最も上の段（第1段）である。

## 定義
原則としてあ、か、さ、た、な、は、ま、や、ら、わの10個のかなから成り、どの音にも、母音として/a/が含まれる。ただし、濁点や半濁点のついたが、か゚、ざ、だ、ば、ぱ、わ゙を含む場合がある。